# Hyperoche martinezii
Hyperoche martinezii is een vlokreeftensoort uit de familie van de Hyperiidae. De wetenschappelijke naam van de soort is voor het eerst geldig gepubliceerd in 1864 door Müller.